# Frans de Cort
Frans Jozef de Cort, geboren te Antwerpen op 21 juni 1834, overleden te Elsene op 18 januari 1878, was een Vlaamse dichter.

## Leven

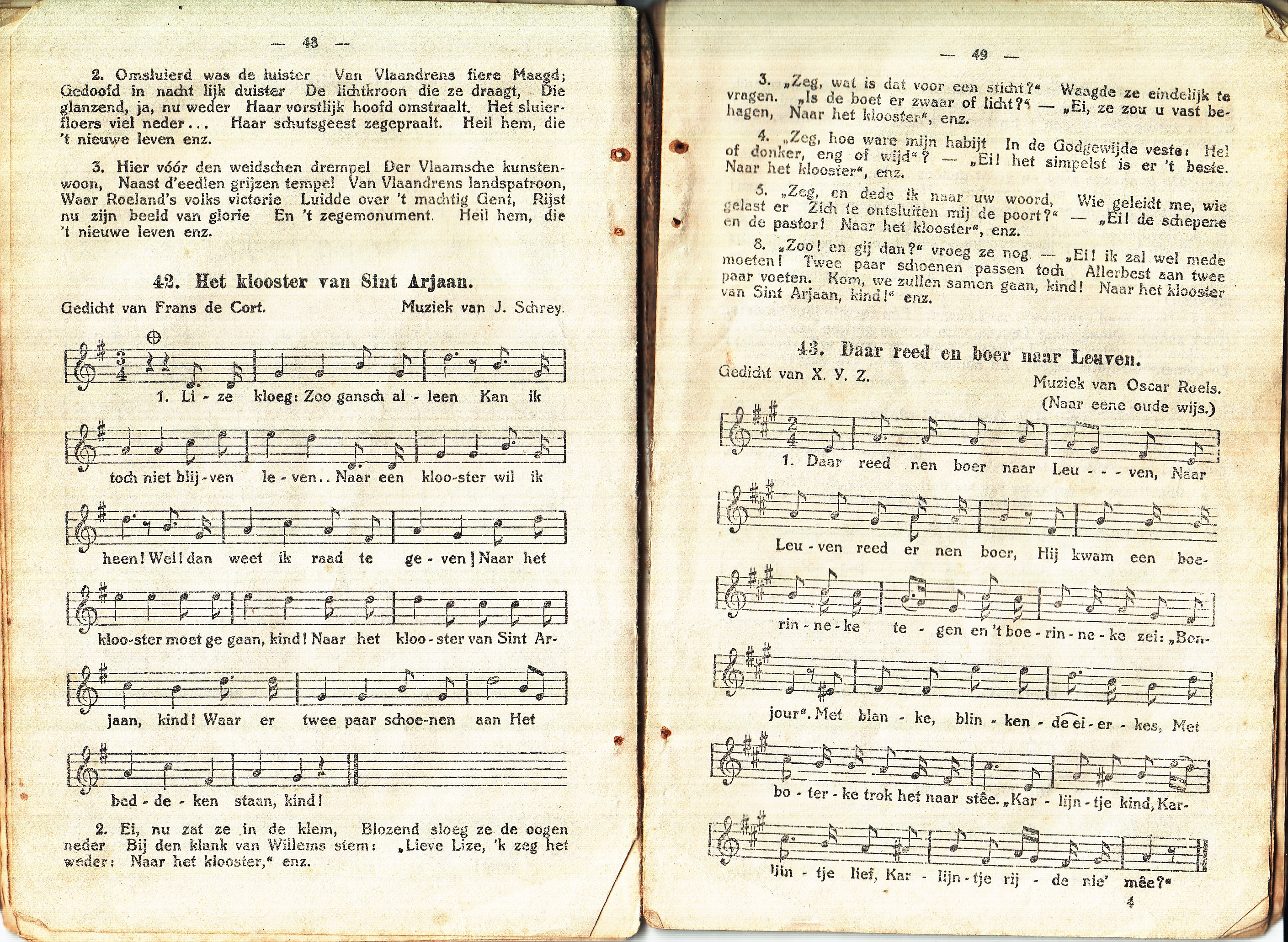
Het Klooster van Sint-Arjaan, gedicht van Frans de Cort

De Cort studeerde aan het Antwerpse atheneum en werkte vervolgens een tijd op een handelskantoor. Vanaf 1857 gaf hij, met Jan van Rijswijck, het dagblad De Grondwet uit, totdat hij in augustus van het volgende jaar bij het Antwerpse dagblad De Schelde als redacteur in dienst trad. In 1860 werd hij rekenplichtige bij een stoomvaartmaatschappij.
In 1861 werd hij secretaris van de auditeur-generaal bij de militaire rechtbank te Brussel, een betrekking die hij bleef houden tot aan zijn dood. Hij vestigde zich ook metterwoon in Brussel en werd in hetzelfde jaar schoonzoon van dichter Johan Michiel Dautzenberg, die hij, nog steeds in 1861, als hoofdredacteur opvolgde bij De Toekomst, een tijdschrift voor onder meer opvoeding, onderwijs en taal- en letterkunde, waar hij in die functie tot in 1875 bleef werken. Hij was ook medeoprichter van het Nederduitsch Maandschrift (1862-1863).
Hij was een vooraanstaand liberaal Vlaams volksdichter van liederen in de trant van Jan van Rijswijck en later, aldus Van Bork en Verkuijsse, “van gevoelvolle huiselijke genrestukjes”, zoals Moeder en kind, “die uitmunten door treffende eenvoud” en vaak op muziek gezet werden.
Het uitbundige van de gulle liederen uit de Antwerpse tijd maakte, volgens Coopman en Scharpé, onder invloed van “het stille huiselijk” geluk plaats voor “inniger gevoel”, en hij legde voortaan de grootste nadruk op de “onberispelijke keurigheid” van de vorm.
Als overtuigd liberaal flamingant gaf De Cort uiting aan zijn gehechtheid aan zijn beproefde volk in strijdbare gedichten en liederen, waarmee hij ook optrok tegen de rampzalige invloed van Frankrijk op het Vlaamse volkskarakter. De taal stond boven alles: “met de tale gaat het vaderland verloren”. Zo schreef hij een volks liedje met het volgende refrein: “Och Heer, verleen dien geestige Franse ook iets of wat gezond verstand!”. Bij De Cort haalde de emancipatorische strijd voor het Vlaamse volk de bovenhand op de liberale beginselen. Daarom stond hij er ook afkerig van niet meer dan een volgzame partijmilitant te zijn. Hij riep uit: “Clericalen, liberalen, kijft en vecht naar hartelust”. Hij wilde “vroo en vrij door de wereld te rollen”, als de Vlaamse emancipatiestrijd het maar haalde. In 1864 richt hij zich tot de Gentenaars in de volgende bewoordingen: “Scheurt aan flarden die cocarden, die u onderscheiden! Vrienden, broeders al te zaam, Flaminganten is uw naam!”
De stad Antwerpen gaf een van haar straten zijn naam (in het district Wilrijk).

## Werken
- 1857: Liederen, eerste reeks, Antwerpen,
- 1859: Liederen, tweede reeks, Antwerpen,
- 1862: De schoonste Liederen van Robert Burns, uit het Schotsch vertaald, Brussel
- 1864: Het gebruik der talen in België, door Frans Reynen, Brussel
- 1866: Zingzang, Brussel
- 1868: Liederen, Groningen
- 1912: Liederen en Gedichten, Mevr. de Wildeman-de Cort/Maurits Sabbe (ed.), inleiding van Paul Frédéricq.

## Voetnoten
1. ↑  G. J. van Bork & P. J. Verkruijsse (red.), De Nederlandse en Vlaamse auteurs van middeleeuwen tot heden met inbegrip van de Friese auteurs, De Haan, Weesp, 1985
2. ↑  Th. Coopman en L. Scharpé,  Geschiedenis der Vlaamsche letterkunde, De Nederlandsche Boekhandel, Antwerpen, 1910, blz. 283
3. ↑  Jan te Winkel, De ontwikkelingsgang der Nederlandsche letterkunde VII, Geschiedenis der Nederlandsche letterkunde in de eerste eeuw der Europeesche staatsomwentelingen (2), De erven F. Bohn, Haarlem, 1927, tweede druk, blz. 354
4. ↑  J.G. Frederiks en F. Jos. van den Branden, Biographisch woordenboek der Noord- en Zuidnederlandsche letterkunde, L.J. Veen, Amsterdam, 1888-1891

- Biblioteca Nacional de España: XX4438693
- Biografisch Portaal: 60892496
- Digitale Bibliotheek voor de Nederlandse Letteren: cort002
- Gemeinsame Normdatei: 140730869
- International Standard Name Identifier: 0000 0001 1779 2436
- MusicBrainz: e009060c-fde6-49ab-afda-0e52d6b87989
- Nederlandse Thesaurus van Auteursnamen: 06981256X
- Virtual International Authority File: 107725635